# Nihil contemnit esuriens
Nihil contemnit esuriens (лат. изговор: нихил контемнит езуријенс). Гладан ништа не презире. (Сенека) 

## Поријекло изреке
Изрекао у смјени старе у нову еру, велики Сенека (лат. Lucius Annaeus Seneca (Луције Енеј Сенека),  антички филозоф и књижевник, главни представник модерног, „новог стила“ у време Неронове владавине 

## Значење
Глад  је физиолошка потреба, она нема алтернативу. Гладан ништа не презире и ни од чег не преза. Нагон постојања је врховна сила.